# Младен Маркач
Мла́ден Ма́ркач (хорв. Mladen Markač; нар. 8 травня 1955, Джурджевац, нині Копривницько-Крижевецький округ, Хорватія) — відставний хорватський генерал, командувач спецпідрозділів хорватської поліції в ході операції «Буря» під час війни за незалежність Хорватії. Колишній учасник національної збірної з дзюдо, борець і завзятий мисливець. 
Звинувачений Гаазьким Міжнародним трибуналом для колишньої Югославії у воєнних злочинах, скоєних хорватськими підрозділами проти країнських сербів протягом операції «Буря». У березні 2004 добровільно здався Міжнародному трибуналу. Проходив у справі командної відповідальності разом із генералом Готовіною за вбивство щонайменше 150 осіб сербської національності. У квітні 2011 року Гаазьким трибуналом визнаний винним і засуджений до 18 років ув'язнення. 16 листопада 2012 Апеляційна палата Гаазького трибуналу виправдала генерала Маркача, постановивши, що операція «Буря» не містила ознак етнічної чистки.

## Життєпис

### Довоєнний період
Народився у 1955 році у Джурджеваці, в тодішній Народній Республіці Хорватії, що входила до складу комуністичної югославської федерації. У рідному місті закінчив початкову школу, а в Загребі — середню, під час навчання у якій захопився спортом. 1981 року закінчив фізкультурний факультет Загребського університету, а в 1982 році відбув обов'язкову військову службу. Далі влаштувався на роботу інструктором із бойових мистецтв підрозділу спецпризначення міліції Республіканського секретаріату внутрішніх справ СРХ.
Після перших багатопартійних виборів в Хорватії 1990 року брав участь у створенні спеціальних підрозділів хорватської поліції. У вересні 1990 року призначений помічником командира Антитерористичної групи Лучко, а на початку 1991 року дослужився до командира цього підрозділу. 1992 року підвищений у званні до генерал-полковника (запасу).

### Війна за незалежність
18 лютого 1994 Маркача призначено командувачем спеціальної поліції Міністерства внутрішніх справ Республіки Хорватії, що дало йому повноту влади і відповідальність за діяльність і завдання спеціальної поліції. Він був також помічником міністра внутрішніх справ з питань спеціальної поліції
Як командувач спеціальної поліції Маркач керував всіма співробітниками спеціальної поліції, включеними в операцію «Буря» та пов'язані з нею подальші операції в тому краї. Залучені спецпризначенці складалися з осіб, що служили у підрозділах спеціального призначення, у тому числі в Антитерористичній групі Лучко, відділі матеріально-технічного постачання спеціальної поліції та роті зв'язку МВС, а також з осіб зі спеціальних підрозділів поліції з різних районних управлінь поліції по всій Хорватії. 
Згідно з обвинувальним висновком МТКЮ, він міг командувати своїми підлеглими, а також мав матеріальну можливість перешкодити підвладним йому особам коїти злочини та покарати своїх підлеглих за злочини, які ті скоїли. Він також мав змогу рекомендувати або запропонувати міри дисциплінарних стягнень щодо військовослужбовців хорватської армії, які перебували під його командуванням під час операції.

### Звинувачення і суд
Гаазький міжнародний трибунал у 2011 році звинуватив Маркача разом із генералом Готовіною у скоєнні воєнних злочинів у проміжку від серпня до листопада 1995 року, у причетності до злочинної змови, організованої тодішнім президентом Хорватії Франьо Туджманом, з метою вигнання хорватських сербів із  Країни та у злочинах проти людяності. Хоча Маркач спростовував твердження, що під час операцій скоювалися воєнні злочини, у березні 2004 року він добровільно здався і був переданий у МТКЮ в Гаазі. 15 квітня 2011 Трибунал визнав його винним і засудив на 18 років ув'язнення за воєнні злочини, зокрема вбивства, переслідування і грабежі. Цей присуд зумовив хвилю протестів у Хорватії.

### Апеляція і відгомін
16 листопада 2012 апеляційна палата МТКЮ більшістю у співвідношенні «три до двох» винесла виправдувальний вирок, оскільки, як оголосив головуючий суддя Теодор Мерон, попередній вирок засуджував Маркача до 18 років позбавлення волі за співучасть в «організованій злочинній діяльності», а Мерон дійшов висновку, що «такої змови не було»
Увечері напередодні винесення остаточного судового вироку в Хорватії відбувалися нічні чування при свічках, у римо-католицьких церквах було відправлено молебень за засуджених генералів, проводилися зустрічі ветеранів війни 1990-х років. У Загребі на площі Бана Єлачича кілька тисяч людей очікували прямої трансляції із зали суду о 9:00 на встановленому там гігантському екрані. Керівник об'єднання ветеранів Йосип Клем сказав: «Ми хочемо показати свою підтримку нашим генералам, і ми чекаємо з ними вироку». Римо-католицький єпископ Владо Косич закликав свою паству «підняти свій голос проти несправедливості щодо генералів і Хорватії» та молитися «за винесення справедливого вироку». Багато ветеранів, деякі з яких у мундирах і зі знаменами своїх підрозділів чи прапором Хорватії, пройшли від загребського  кладовища Мірогой до Загребського собору. Інший ватажок об'єднання ветеранів Ілія Вучемилович промовив: «Повинно бути ясно, хто став жертвами, і звідки прийшли ті, хто вбивав, руйнував і ґвалтував. Це не вирок нашим генералам, а вирок усім нам, нашим дітям і нашому майбутньому».
Суд постановив зняти з Маркача і Готовіни всі звинувачення і негайно відпустити. Генералів звільнили у залі суду. Після їхнього виходу на волю уряд Хорватії направив по них літак,  яким їх забрали міністр оборони Анте Котроманович і міністр ветеранів Предраг Матич. Коли Маркач і Готовіна прибули в Загреб, їх зустріли хорватські високопосадовці, включно з прем'єр-міністром. Близько 100 000 осіб вітали їх, коли ті прибули на столичну площу Бана Єлачича. У своїй промові Маркач звернувся до зібрання зі словами: «Я завжди носив батьківщину у своєму серці, а батьківщина це ви». Після промов на площі на честь генералів пройшла урочиста хода, після якої їх привітав кардинал Йосип Бозанич. У Загребському соборі з цієї нагоди відслужили месу. Після меси Маркача і Готовіну прийняв хорватський президент у  Президентському палаці.
Виправдання Маркача спричинило міжнародний резонанс. Прем'єр-міністр Хорватії Зоран Міланович заявив, що звільнення Маркача і Готовіни важливе для всієї Хорватії, та подякував їм за те, що вони «стільки витерпіли заради Хорватії». Президент Іво Йосипович сказав, що Маркач і Готовіна безвинно провели вісім років у в'язниці і подякував їм за їхні жертви для Хорватії.
Колишній хорватський міністр юстиції, а теперішній помічник Генерального секретаря ООН Пан Гі Муна Іван Шимонович відзначив, що цей вирок матиме важливу роль у тлумаченні деяких положень і у визначенні стандарту міжнародного кримінального права. Професор права Єльського університету Мірян Дамашка зазначив, що задоволений виправдальним вироком, але не тільки тому, що це Готовіна і Маркач, а тому, що теорія про «спільну злочинну діяльність» зумовила б історичні, політичні і правові ускладнення для Хорватії.
Засоби масової інформації Сербії описали звільнення Маркача і Готовіни як «скандальне». Уряд Сербії висловив своє обурення з приводу рішення суду. Колишній офіцер Югославської Народної Армії Веселин Шливанчанин, засуджений за воєнні злочини, які він скоїв під час Битви за Вуковар, привітав обох генералів з їхнім звільненням, звинувачуючи у тому, що він називає вчиненими під час операції «Буря» воєнними злочинами, політиків, а саме президента Франьо Туджмана.
Реакція Боснії і Герцеговини була змішаною. Президент Федерації Боснії і Герцеговини Живко Будимир привітав Готовіну і Маркача з їхньою «черговою перемогою», звертаючись до них «шановні товариші, дорогі друзі, наші герої». Голова чи не найбільшої партії хорватів Боснії і Герцеговини Хорватського демократичного союзу Боснії і Герцеговини Драган Чович заявив, що він нетямиться від радості через звільнення Готовіни і Маркача. Між тим, президент Республіки Сербської Мілорад Додік заявив, що в рішенні суду значну роль відіграла політика, додавши, що «це принизливе рішення для всіх жертв, для всіх сербів».
Консультант з прав людини Родрі Вільямс заявив, що «розцінювати рішення щодо Готовіни як відпущення добре задокументованих гріхів Хорватії є зазнаки [Архівовано 28 квітня 2015 у Wayback Machine.] абсурдним і тільки ускладнить шлях до давно назрілого регіонального порахунку з минулим. Кінець кінцем, Хорватія може тільки узаконити бачення себе як жертви, визнавши дійсність тих її жертв».

### Подальше життя
2 грудня 2012 Маркачу разом з Готовіною присвоєно звання почесного громадянина Осієка. 5 грудня під час лекції про хорватську війну за незалежність у Матиці хорватській Маркач оголосив, що він присвятить себе гуманітарній роботі та поширенню правди про цю вітчизняну війну.